# Wolfram Freiherr von Gugel
Wolfram Freiherr von Gugel von Brandt und Diepoltsdorf (* 26. August 1904 in Worms; † 2. November 1970 in Penzberg) war ein deutscher Jurist und Arzt.

## Leben
Wolfram Freiherr von Gugel besuchte die St.-Anna-Volksschule, das Gymnasium Ettal und das humanistische Wilhelmsgymnasium in München, an dem er auch 1925 das Abitur ablegte. Daraufhin studierte er Jura mit dem Ablegen beider Staatsprüfungen in München, Paris und Berlin und danach Medizin mit dem medizinischen Staatsexamen in Hamburg und München. Promoviert wurde er 1934 mit einer juristischen Arbeit in Erlangen. Er war in der Chirurgischen und Gynäkologischen Universitätsklinik München und im Krankenhaus Harlaching sowie während des Zweiten Weltkriegs als Oberstabsarzt in Russland tätig. 1947 ließ er sich als praktischer Arzt in Dürnhausen nieder.
Wolfram von Gugel war Vorsitzender des Bayerischen Landesverbandes im Verband der Ärzte Deutschlands, dem Hartmannbund, außerdem Vorsitzender der Wirtschaftsvereinigung des Hartmannbundes mit Sitz in München, stellvertretender Vorsitzender des Hartmannbundes und Präsidiumsmitglied sowie Ehrenpräsident der Deutschen Ärztetage. Er war Mitglied des Bayerischen Landesgesundheitsrats, des Gesundheitsausschusses des DBV und des BBV, des ZDF-Fernsehrats, und von 1958 bis 1970 gehörte er dem Bayerischen Senat an.

## Auszeichnungen
- 1962: Bayerischer Verdienstorden
- 1970: Bundesverdienstkreuz 1. Klasse